# Gedlehalli, Kadur
Gedlehalli là một làng thuộc tehsil Kadur, huyện Chikmagalur, bang Karnataka, Ấn Độ.